# Minilimosina curvispina
Minilimosina curvispina är en tvåvingeart som beskrevs av Miguel Carles-Tolrá 2001.
Minilimosina curvispina ingår i släktet Minilimosina och familjen hoppflugor. Artens utbredningsområde är Andorra. Inga underarter finns listade i Catalogue of Life.